# NGC 5188
NGC 5188 é uma galáxia espiral barrada (SBbc/P) localizada na direcção da constelação de Centaurus. Possui uma declinação de -34° 47' 42" e uma ascensão recta de 13 horas, 31 minutos e 27,9 segundos.
A galáxia NGC 5188 foi descoberta em 1 de Maio de 1834 por John Herschel.